# Projekt Rastko
Projekt Rastko – Internet Biblioteket for den Serbiske Kultur (serb. Пројекат Растко – Електронска библиотека српске културе) – er et kulturel non-profit initiativ til at skabe og samle materialer, der har med serbiske kultur, litteratur og kunst at gøre. 
Projektet er opkaldet efter Rastko Nemanić og blev etableret i 1997.
Projekt Rastko er det største slaviske bibliotek på Internettet og er mellem de ti største europæiske elektroniske biblioteker.
Projekt Rastko indeholder også en del materialer på det kasjubiske sprog.